# Cerkev sv. Petra in Pavla, Šentpeter (Grabštanj)
Rimskokatoliška župnijska cerkev Šentpeter pri Grabštanju (nemško St. Peter bei Grafenstein) se nahaja v trški občini Grabštanj na vzhodnem robu Celovškega polja na vznožju  Radiških Gur v političnem okraju Celovec-dežela na avstrijskem Južnem Koroškem. Župnija je pod zavetništvom svetega Petra in Pavla.
Župnija Grabštanj spada pod dvojezično dekanijo Tinje Krške škofije. Do leta 1938 je bila uradno slovenska fara in je danes uradno le še nemška/nemškega jezika.   Župnijska cerkev je pod spomeniškim varstvom. 

## Zgodovina
Cerkev je bila omenjena v listinah iz let 1138 in 1269. V začetku 17. stoletja je bila podružnica župnijske cerkve Tinje v istoimenski vasi Tinje, leta 1786 vikariat, leta 1853 pa je bila ustanovljena župnija. Notranjost je bila obnovljena leta 1969, orgle in prižnica pa leta 1994.

## Arhitektura
Zunanjost cerkve kaže ozko gotsko cerkveno stavbo s tristranim prezbiterijem in zahodnim stolpom z okroglo zaključenimi zvočnimi okni in piramidalno streho, ki je pokrita s kamnitimi ploščami. Na jugu je dvonadstropni prizidek zakristije, na zahodu, povezan s pokopališkim obzidjem, pa je baročni predprostor. Ladja in prezbiterij imata stopničaste opornike, okna so barokizirana, v prezbiteriju pa so še vedno ohranjene tračnice. Gotski zahodni portal je ogliščni in profiliran. Na južni strani stolpa je monumentalna poznogotska podoba svetega Krištofa.
Notranjost ladje s štirimi travejami je obokana z diamantnim zvezdastim sklepnikom, dvonadstropni kor pa ima mrežast rebrasti sklepnik na okroglih servisih in konzolah. Ključni kamni v ladji so barvni. Opečna triosna križnorebrna orgelska lopa stoji na parapetnih stebrih s koničastimi ločnimi loki. Stolpna dvorana ima rebrasti sklepnik. Koničasti triumfalni lok je poševno oblikovan. Na severni strani prezbiterija je gotska zakristija z ožjim lokom, zaključkom, pinaklami in kraki.
Cerkev je obdana s pokopališkim zidom.

## Notranjost
Leta 1969 so na stenah kora odkrili niz fresk iz obdobja okoli leta 1500. Upodobljeni so prizori iz zgodbe o apostolu Petru, verjetno delo Petra Velikovškega: severno zgoraj: Sveti Pavel je ozdravljen in krščen, potem ko ga je Ananija oslepil; severno spodaj: Quo vadis; južno zgoraj: Poklic Petra, predaja ključev in obresti; južno spodaj: Peter pri rimskih vratih s pogledom na Dunaj, Peter v ječi in Petrovo križanje; spodaj: Kristus in dvanajst apostolov.
Glavni oltar iz leta 1782 je bil obnovljen leta 1861. Na njem so podobe apostolov Petra, Andreja in Pavla. Stranska oltarja sta nastala v začetku 18. stoletja, levi stranski oltar nosi baročni lik Marije z otrokom ter svetnici Barbaro in Lucijo, v osrednjem delu pa dva kipca ženskih svetnic v belem polimentu. Sveta Ana in Marija sta upodobljeni na okrogli sliki. Desni stranski oltar nosi figuro svete Katarine, v srednjem delu pa kipca svetega Florijana in svetega Frančiška Ksaverija ter na okrogli sliki svetega Frančiška Asiškega.

## Spletne povezave
- župnijska cerkev Šentpeter pri Grabštanju

## sklici
1. ↑   Bojan-Ilija Schnabl: Pfarrkarte der Diözese Gurk/Krška škofija 1924. V: Enciklopedija slovenske kulturne zgodovine na Koroškem, Dunaj, Weimar, Köln, (Böhlau) 2016, 2. zv., str. 1027-1034.
2. ↑  Seznam_dekanij_Krške_škofije